# ステーション・カジノ
ステーション・カジノ（Station Casinos）は、アメリカ合衆国ネバダ州ラスベガスに本社を置くカジノホテル運営会社。持株会社レッド・ロック・リゾート（Red Rock Resorts, Inc、NASDAQ: RRR）がステーション・カジノの一部を所有している。

## 歴史
1976年7月1日にフランク・フェティータ・ジュニアによってラスベガスのローカル向けカジノ運営会社として設立。
2016年4月26日、持株会社のレッド・ロック・リゾートをNASDAQ上場。

## 運営・所有施設
| ブランド                              | 施設                           | 遊戯施設面積                | 開業           | 旧名                                              |
| ------------------------------------- | ------------------------------ | --------------------------- | -------------- | ------------------------------------------------- |
| ステーション・カジノ                  | ボルダー・ステーション         | 89,443 sq ft (8,309.5 m2)   | 1994年8月23日  |                                                   |
| ステーション・カジノ                  | グリーン・バレー・ランチ       | 143,891 sq ft (13,367.9 m2) | 2001年12月18日 |                                                   |
| ステーション・カジノ                  | マウン・トローズ・ステーション | 165,000 sq ft (15,300 m2)   | TBD            |                                                   |
| ステーション・カジノ                  | パレス・ステーション           | 84,000 sq ft (7,800 m2)     | 1976年7月1日   | ザ・カジノ (1976–1977) ビンゴ・パレス (1977–1984) |
| ステーション・カジノ                  | パームス・カジノ・リゾート     | 94,840 sq ft (8,811 m2)     | 2001年11月15日 |                                                   |
| ステーション・カジノ                  | レッド・ロック・リゾート       | 118,309 sq ft (10,991.3 m2) | 2006年4月18日  |                                                   |
| ステーション・カジノ                  | サンタフェ・ステーション       | 151,001 sq ft (14,028.5 m2) | 1991年2月14日  | サンタフェ (1991–2000)                            |
| ステーション・カジノ                  | ステーション・カジノ・リノ     | 84,000 sq ft (7,800 m2)     | TBD            |                                                   |
| ステーション・カジノ                  | サンセット・ステーション       | 162,173 sq ft (15,066.4 m2) | 1997年6月10日  |                                                   |
| ステーション・カジノ                  | テキサス・ステーション         | 121,823 sq ft (11,317.7 m2) | 1995年7月12日  |                                                   |
| Federated Indians of Graton Rancheria | グラトン                       | 340,000 sq ft (32,000 m2)   | 2013年11月5日  |                                                   |
| フィエスタ・カジノ                    | フィエスタ・ヘンダーソン       | 73,450 sq ft (6,824 m2)     | 1998年2月10日  | ザ・リザーブ (1998–2001)                          |
| フィエスタ・カジノ                    | フィエスタ・ランチョ           | 59,932 sq ft (5,567.9 m2)   | 1994年12月14日 | フィエスタ (1994–2001)                            |
| ワイルドファイア・ゲーミング          | ワイルドファイア・カジノ       | 6,800 sq ft (630 m2)        | 不明           |                                                   |
| ワイルドファイア・ゲーミング          | ワイルドファイア・レーン       | 6,750 sq ft (627 m2)        | 不明           |                                                   |
| ワイルドファイア・ゲーミング          | ワイルドファイア・ボルダー     | 6,700 sq ft (620 m2)        | 不明           |                                                   |
| ワイルドファイア・ゲーミング          | バーリィズ                     | 5,190 sq ft (482 m2)        | 1996年1月18日  |                                                   |
| ワイルドファイア・ゲーミング          | ワイルドファイア・サンセット   | 4,700 sq ft (440 m2)        | 不明           |                                                   |
| ワイルドファイア・ゲーミング          | ミード・レイク・ラウンジ       | 3,500 sq ft (330 m2)        | 不明           |                                                   |
| ワイルドファイア・ゲーミング          | グリーンズ・カフェ             | 1,088 sq ft (101.1 m2)      | 不明           |                                                   |
| ワイルドファイア・ゲーミング          | ワイルド・ワイルド・ウエスト   | 11,250 sq ft (1,045 m2)     | 不明           |                                                   |